# トム・スターン
トム・スターン（Tom Stern, 1946年12月16日 - ）は、アメリカ合衆国の映画撮影監督。

## 略歴
撮影や照明スタッフとして『グーニーズ』、『パーフェクト・ワールド』、『フレンチ・キス』、『アメリカン・ビューティー』、『ロード・トゥ・パーディション』などの制作に参加。
2002年の『ブラッド・ワーク』以降、クリント・イーストウッド作品の撮影を手がけている。2008年の『チェンジリング』でアカデミー撮影賞にノミネートされた。

## 主な作品
- ブラッド・ワーク Blood Work (2002)
- ミスティック・リバー Mystic River (2003)
- ミリオンダラー・ベイビー Million Dollar Baby (2004)
- エミリー・ローズ The Exorcism of Emily Rose (2005)
- 硫黄島からの手紙 Letters from Iwo Jima (2006)
- 父親たちの星条旗 Flags of Our Fathers (2006)
- 悲しみが乾くまで Things We Lost in the Fire  (2007)
- チェンジリング Changeling (2008)
- 幸せはシャンソニア劇場から Faubourg 36 (2008)
- グラン・トリノ Gran Torino (2008)
- チェイシング/追跡 Tenderness (2009)
- インビクタス/負けざる者たち Invictus (2009)
- ヒア アフター Hereafter (2010)
- J・エドガー J. Edgar (2011)
- スリープレス・ナイト Sleepless Night (2011)
- ハンガー・ゲーム The Hunger Games (2012)
- 人生の特等席 Trouble with the Curve (2012)
- ジャージー・ボーイズ Jersey Boys (2014)
- アメリカン・スナイパー American Sniper (2014)
- ハドソン川の奇跡 Sully (2016)
- 15時17分、パリ行き The 15:17 to Paris (2018)
- MEG ザ・モンスター The Meg (2018)
- アイス・ロード The Ice Road (2021)
- ドラキュラ/デメテル号最期の航海 The Last Voyage of the Demeter (2023)
- プロフェッショナル In the Land of Saints and Sinners (2024)